# Acaulimalva nubigena
Acaulimalva nubigena là một loài thực vật có hoa trong họ Cẩm quỳ. Loài này được (Walp.) Krapov. mô tả khoa học đầu tiên năm 1974.